# 2773 Brooks
2773 Brooks este un asteroid din centura principală, descoperit pe 6 mai 1981, de Carolyn Shoemaker.